# NGC 7423
NGC 7423 este o galaxie situată în constelația Cefeu. A fost descoperită în 1 noiembrie 1788 de către William Herschel.